# Monosporascus cannonballus
Monosporascus cannonballus är en svampart som beskrevs av Pollack & Uecker 1974. Enligt Catalogue of Life ingår Monosporascus cannonballus i släktet Monosporascus, ordningen kolkärnsvampar, klassen Sordariomycetes, divisionen sporsäcksvampar och riket svampar, men enligt Dyntaxa är tillhörigheten istället släktet Monosporascus, klassen Sordariomycetes, divisionen sporsäcksvampar och riket svampar. Arten är reproducerande i Sverige. Inga underarter finns listade i Catalogue of Life.